# Ležky
Ležky jsou vesnice, část obce Lubenec v okrese Louny. Nachází se asi 3,5 kilometru východně od Lubence. Vede tudy železniční trať Rakovník – Bečov nad Teplou a silnice I/6. Ležky jsou také název katastrálního území o rozloze 3,04 km².

## Název
Název vesnice je odvozen buď z osobního jména ve významu ves Ležkovy rodiny, nebo ze spojení ves ležků (lhářů). V historických pramenech se objevuje ve tvarech: Lescah (1057), de Lzek (1318), de Lezek (1395), Lessky (1396), z Ležek (1428), v Ležkách (1444), do Ležek (1474), při dvoře Lesskovwskym (1656), Leskau nebe Leschek (1787), Leschkau (1846) a Lešky nebo Leschkau (1854).

## Historie
První písemná zmínka o vesnici pochází z roku 1057 a nachází se v zakládací listině litoměřické kapituly. V období let 1316–1318 byla vesnice rozdělena na pět zemanských statků, ale v roce 1395 patřila pouze Mikešovi z Hedčan. Po Mikešově smrti před rokem 1454 zdědili Hedčany Tistové z Libštejna, ale nový majitel Ležek není znám. Mikeš nebo některý z jeho dědiců zde zřejmě postavili tvrz, která se připomíná v roce 1474 za Jana Chotka z Chotkova a v roce 1543, kdy ji Václav Chotek z Chotkova nechal zapsat do obnovených desk zemských. Václav měl syny Jana, Jiřího a Zikmunda, kteří roku 1568 panství prodali Kateřině Herštejnské z Kolovrat. Kateřina Ležky převedla na manžela Jiříka Herštejnského z Velhartic, který je roku 1584 prodal Griseldě Švamberkové z Lobkovic. Od té doby byly až do roku 1651 součástí chyšského panství.
Griseldin syn Bohuchval Berka z Dubé a Lipé se zúčastnil stavovského povstání, za což mu byl v letech 1620–1621 zkonfiskován veškerý majetek. V jeho soupisu se v Ležkách uvádí tvrz, poplužní dvůr a ovčín. Chyši koupil Jiří Vilém Michna z Vacínova a od roku 1651 byly Ležky z jejího panství vyčleněny pro Zikmunda Norberta z Vacínova. Zikmund se však zadlužil a v odhadní listině se zdejší tvrz uvádí jako „přestavěna z bývalé věže“. Panství potom do roku 1667 patřilo Petru Cetlovi z Lilienberka, po něm Wallisům a od roku 1756 Štampachům. Někdy v té doby přestaly být Ležky samostatným panstvím, a tvrz zanikla. Stávala zřejmě v areálu hospodářského dvora.

## Přírodní poměry
Vesnice leží v Rakovnické pahorkatině. Východně od ní se nachází vrch Kapucín s výchozy hornin z období na přelomu svrchního proterozoika a kambria. Tvoří je silně deformovaná a rekrystalizovaná žula, která na kopci přechází téměř do podoby okaté ruly s vložkami draselných živců a agregáty křemene. Hornina je rozpukaná, projevuje se u ní balvanovitý rozpad a v důsledku gravitačních pohybů na jižním až jihozápadním úbočí vznikla skalní hradba se skalními věžemi, z nichž dvě nejvýraznější se jmenují Sova a Kapucín.

## Obyvatelstvo
Při sčítání lidu v roce 1921 zde žilo 342 obyvatel (z toho 163 mužů), z nichž bylo 337 Němců a pět cizinců. Až na jednoho evangelíka se hlásili k římskokatolické církvi. Podle sčítání lidu z roku 1930 měla vesnice 360 obyvatel: dva Čechoslováky, 355 Němců a tři cizince. S výjimkou jednoho evangelíka všichni byli římskými katolíky.
|           | 1869 | 1880 | 1890 | 1900 | 1910 | 1921 | 1930 | 1950 | 1961 | 1970 | 1980 | 1991 | 2001 | 2011 |
| --------- | ---- | ---- | ---- | ---- | ---- | ---- | ---- | ---- | ---- | ---- | ---- | ---- | ---- | ---- |
| Obyvatelé | 396  | 406  | 372  | 380  | 349  | 342  | 360  | 191  | 195  | 188  | 163  | 115  | 120  | 104  |
| Domy      | 59   | 64   | 64   | 68   | 65   | 65   | 67   | 53   | 66   | 46   | 47   | 54   | 57   | 46   |

## Pamětihodnosti
- Kaple Panny Marie[12]
- V budově bývalého pivovaru bylo roku 2019 otevřeno soukromé muzeum Státní bezpečnosti.[13]
- Smírčí kříž
- Na vrchu Kapucín je patrný příkop, který je nejspíše pozůstatkem strážního stanoviště.[7]

## Galerie

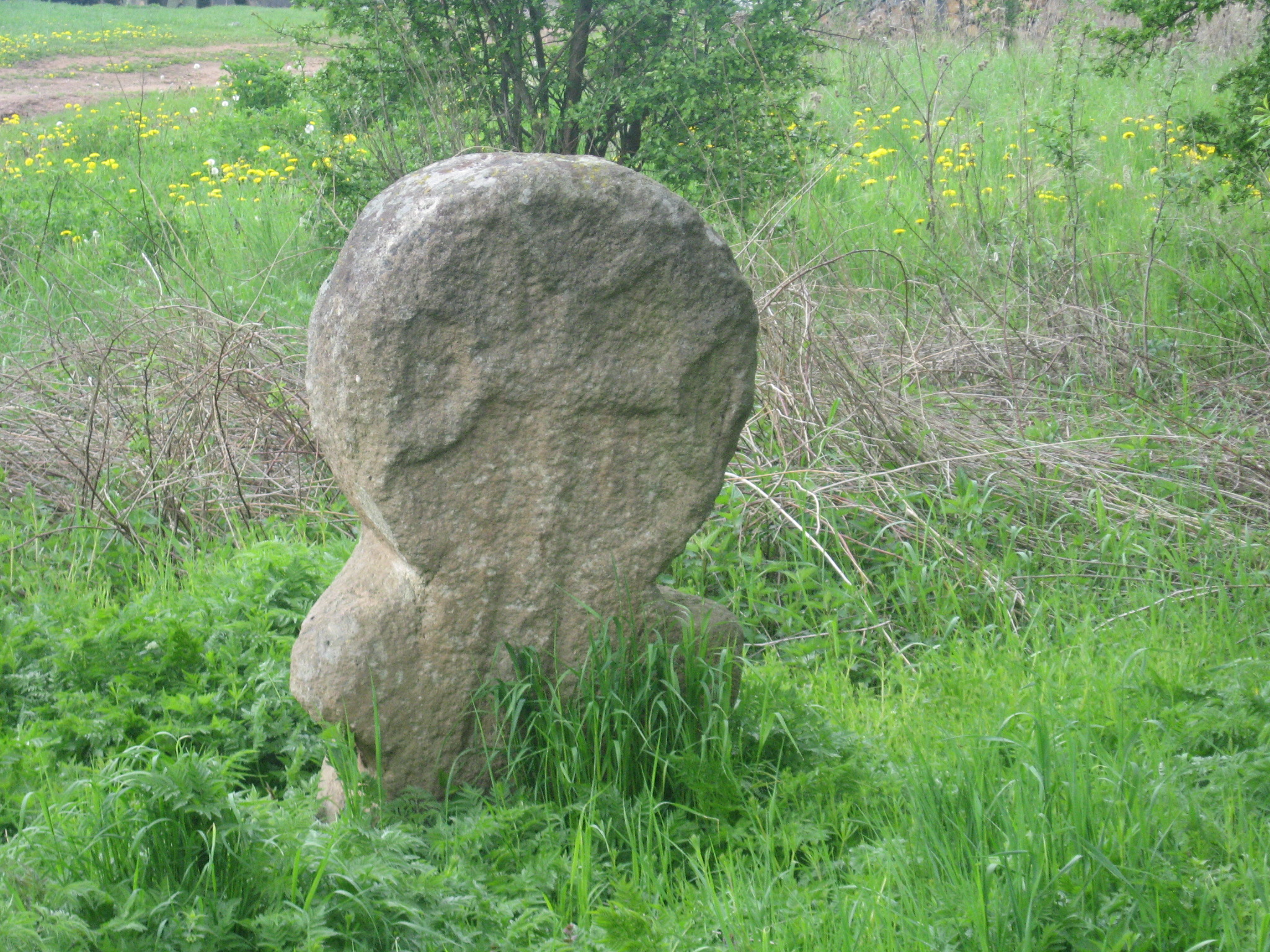
Smírčí kříž u vsi
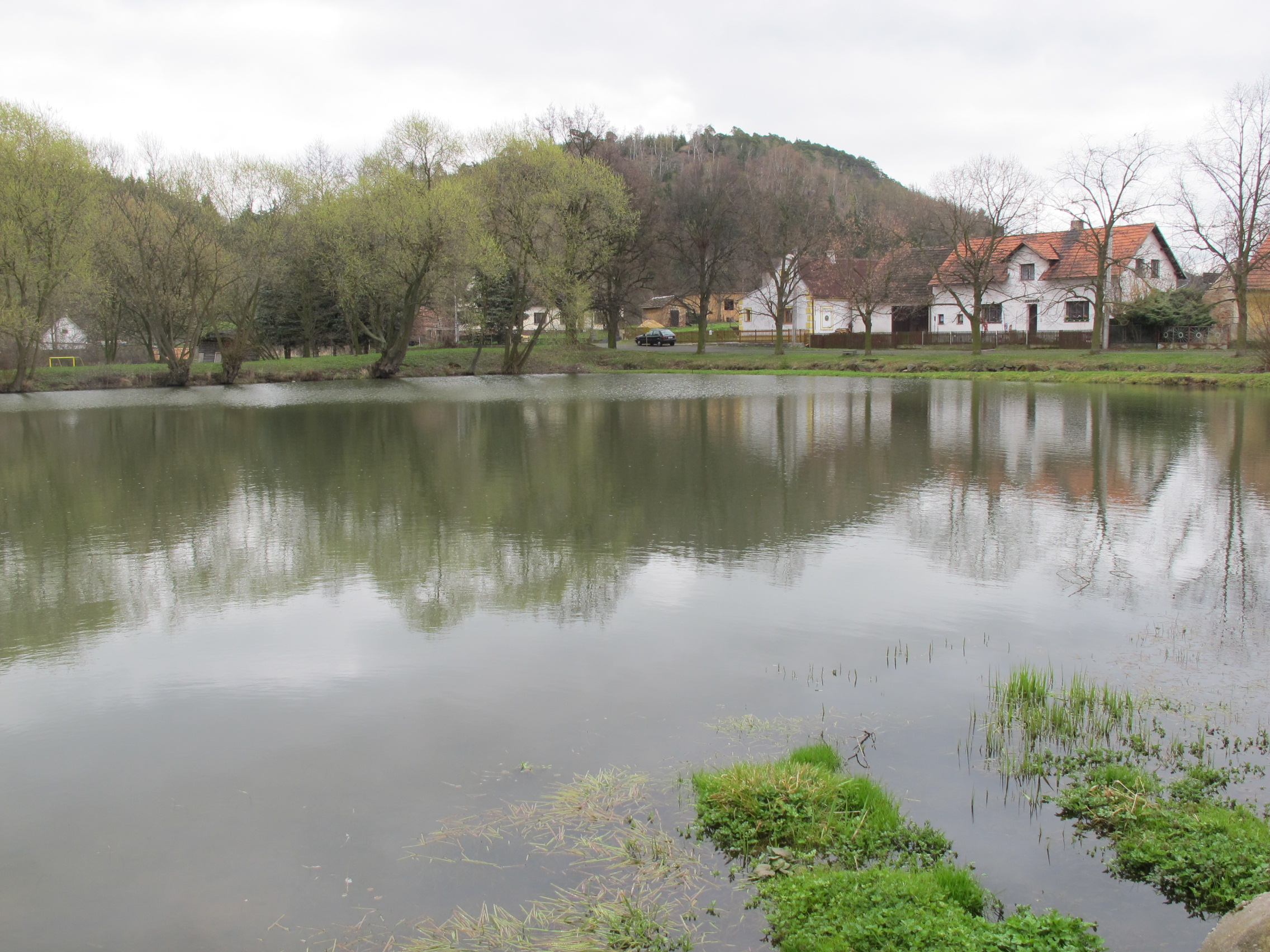
Rybník s kopcem Kapucín v pozadí
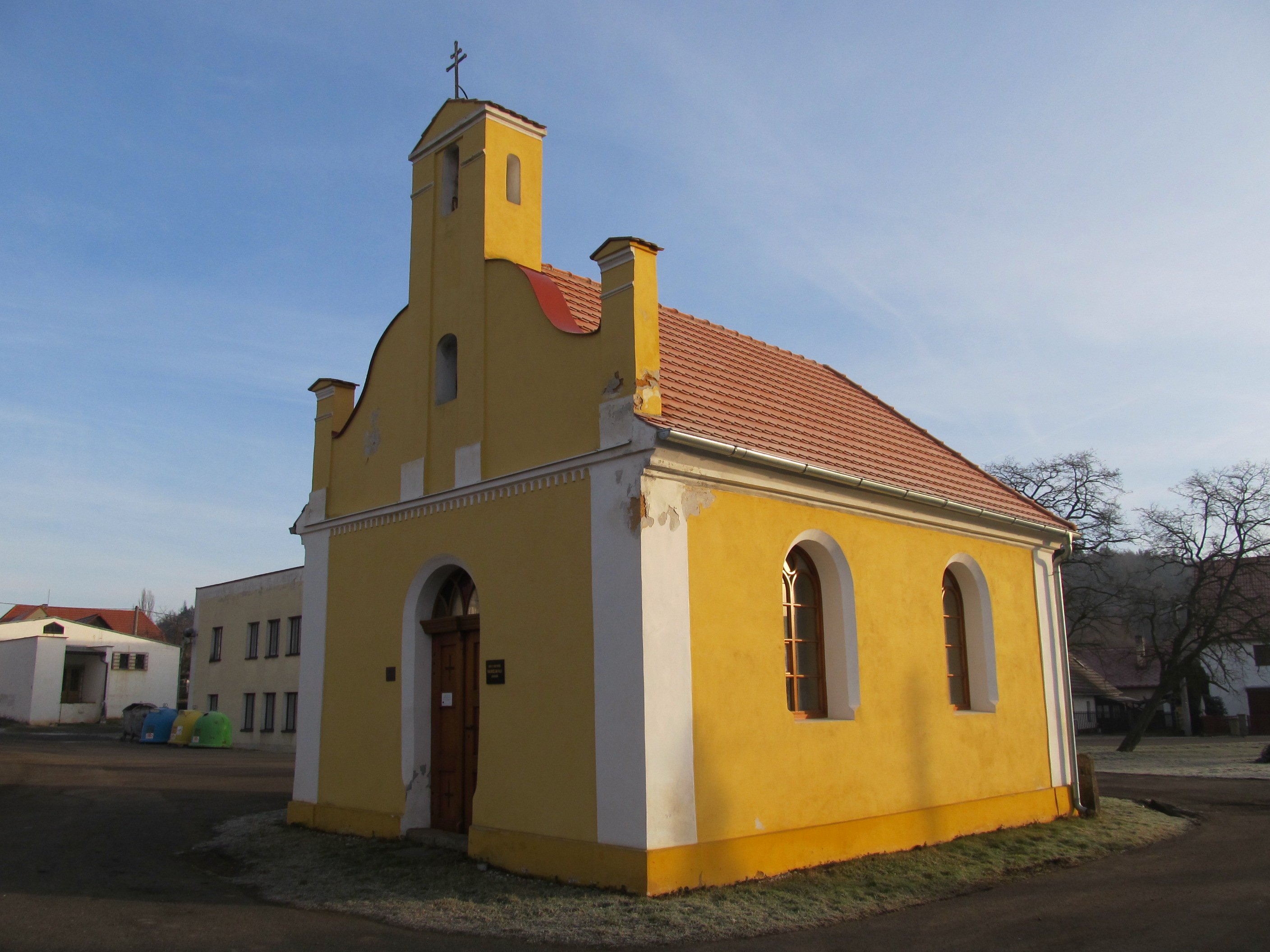
Kaple na návsi
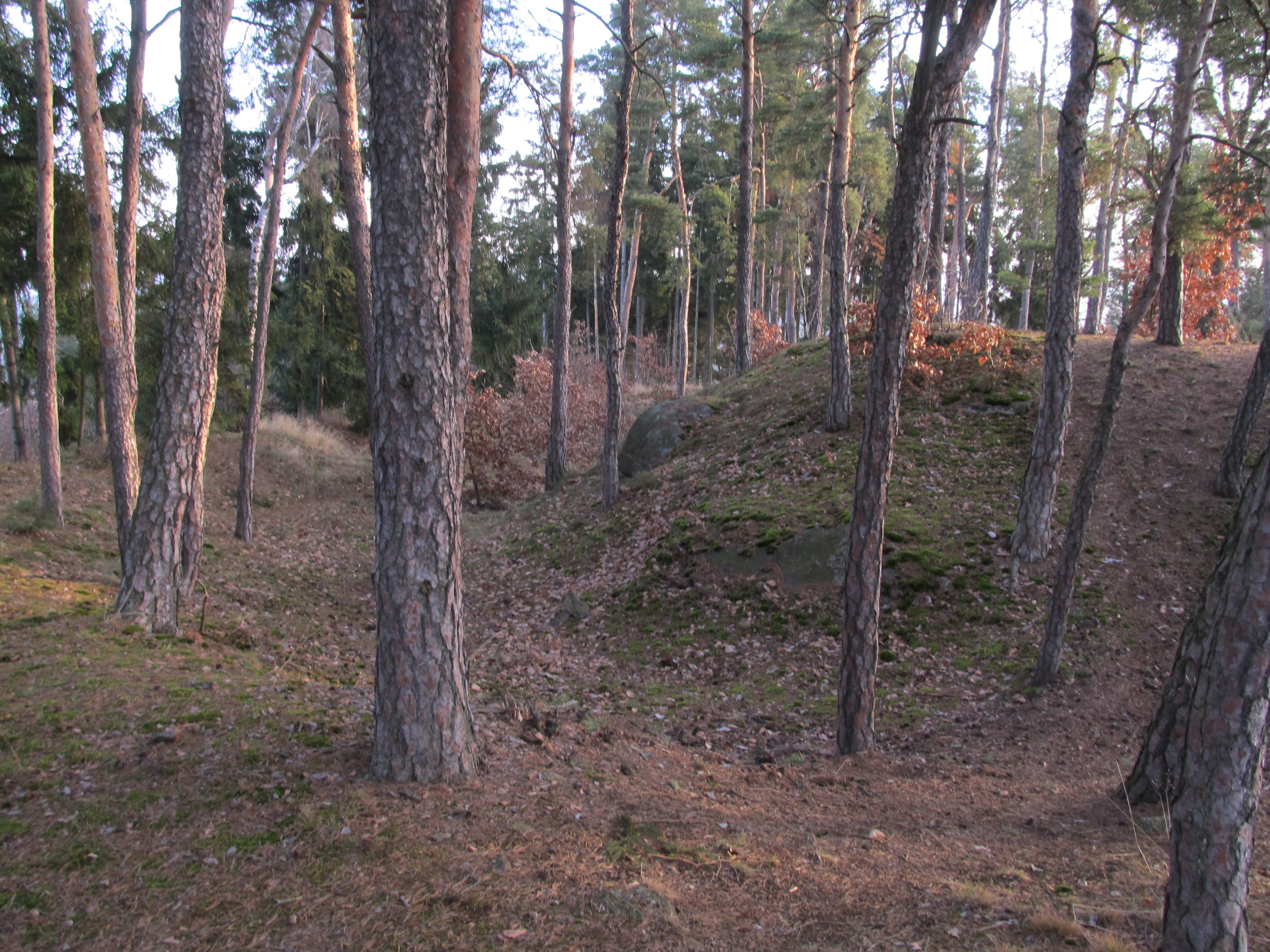
Příkop hradiště na kopci Kapucín
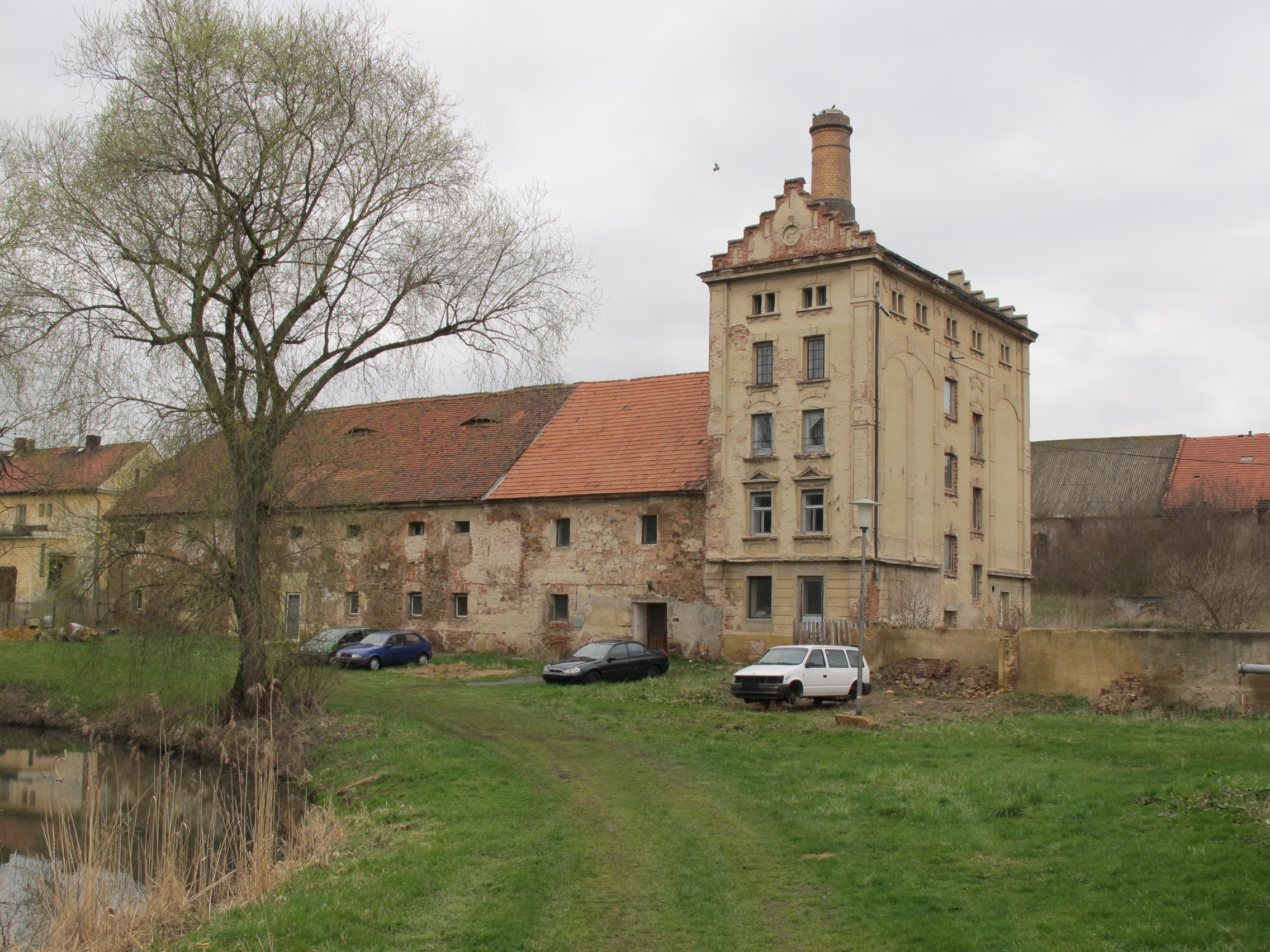
Bývalý pivovar